# Hubneria festiva
Hubneria festiva là một loài ruồi trong họ Tachinidae.